# Jack Bech
Jack Bech (Lafayette, 18 dicembre 2002) è un giocatore di football americano statunitense che milita nel ruolo di wide receiver per i Las Vegas Raiders della National Football League (NFL). Al college ha giocato per LSU e TCU.

## Carriera universitaria
Bech, originario di Lafayette in Louisiana, cominciò a giocare a football nella locale St. Thomas More Catholic High School. Valutato come un prospetto medio-alto (quattro stelle su cinque) per il college football, ricevette offerte da università di primo piano, come LSU, Mississippi State, Notre Dame, Texas, TCU e Vanderblit.

### LSU
Inizialmente convinto ad andare a giocare per Vanderbilt, Bech scelse infine la Louisiana State University (LSU) andando a giocare con i Tigers impegnati nella Southeastern Conference (SEC) della Divisione I della Football Bowl Subdivision (FBS) della NCAA.
Nella sua prima stagione con i Tigers, nel 2021, Bech giocò tutte le 13 partite stagionali, di cui sette come titolare, facendo 43 ricezioni per 489 yard e tre touchdown. Nella stagione 2022 ebbe invece meno spazio, chiudendo l'annata con 16 ricezioni per 200 yard e un touchdown. Al termine dell'annata sfruttò l'opzione di trasferirsi in un altro college.

### TCU
Nel 2023 Bench si trasferì alla Texas Christian University (TCU) con gli Horned Frogs impegnati nella Big 12 Conference (Big 12).
Nel suo primo anno in Texas giocò in otto gare con 12 ricezioni per 146 yard e nessun touchdown. Nella stagione 2024 giocò tutte le 12 partite da titolare mettendo a tabellino 62 ricezioni per 1 034 yard e nove touchdown.
Il 19 dicembre 2024 Bech annunciò che sarebbe passato tra i professionisti, candidandosi a partecipare al Draft NFL 2025.
Convocato per il Senior Bowl, evento organizzato per permettere ai migliori prospetti uscenti dal college di mettersi in mostra davanti ai reclutatori della NFL, ricevette nell'ultima azione della gara il touchdown della vittoria su passaggio di Seth Henigan, venendo poi eletto MVP della partita.
Premi e riconoscimenti
- Second-team All-Big 12 (2024)

Statistiche al college
| Stagione | Stagione | Stagione   | Stagione   | Stagione | Stagione | Ricezioni | Ricezioni | Ricezioni | Ricezioni |
| Anno     | Squadra  | Campionato | Conference | P        | PT       | Ric       | Yard      | Media     | TD        |
| -------- | -------- | ---------- | ---------- | -------- | -------- | --------- | --------- | --------- | --------- |
| 2021     | LSU      | FBS Div. I | SEC        | 13       | 7        | 43        | 489       | 11,4      | 3         |
| 2022     | LSU      | FBS Div. I | SEC        | 12       | 4        | 16        | 200       | 12,5      | 1         |
| 2023     | TCU      | FBS Div. I | Big 12     | 8        | 0        | 12        | 146       | 12,2      | 0         |
| 2024     | TCU      | FBS Div. I | Big 12     | 12       | 12       | 62        | 1 034     | 16,7      | 9         |
| Totale   | Totale   | Totale     | Totale     | 45       | 23       | 133       | 1 869     | 14,1      | 13        |

Fonte: Sports Reference
In grassetto i record personali in carriera

## Carriera professionistica

### Las Vegas Raiders
Il 25 aprile 2025 Bech fu selezionato nel 2° giro del Draft NFL 2025, con la 58ª scelta assoluta, dai Las Vegas Raiders. Il 18 luglio Bech firmò il suo contratto da rookie, un accordo quadriennale da 7,56 milioni di dollari, di cui 2,14 milioni garantiti alla firma.

## Vita privata
Il fratello maggiore di Bech, Tiger, che era stato anch'egli giocatore di football al college con Princeton, fu ucciso a New Orleans il 1° gennaio 2025 nell'attentato di origine islamica con un furgone che si scagliò sulla folla di Bourbon Street durante i festeggiamenti del capodanno.